# ضایعه مبهم
ضایعه مبهم (به انگلیسی: Ambiguous loss)، فقدانی است که بدون احتمال قابل توجهی برای رسیدن به فرجام عاطفی یا درک واضح رخ می‌دهد. این نوع از دست دادن، فرد را در جستجوی پاسخ رها می‌کند و در نتیجه روند سوگواری را پیچیده و به تأخیر می‌اندازد و اغلب سبب سوگ حل‌نشده می‌شود. برخی از نمونه‌ها عبارتند از: ناباروری، پایان بارداری، ناپدید شدن یکی از اعضای خانواده، مرگ همسر پیشین، زنده بودن جسمی یکی از اعضای خانواده اما در حالت زوال شناختی به دلیل بیماری آلزایمر یا زوال عقل و غیره. فقدان مبهم را می‌توان به دو نوع از دست دادن تقسیم کرد: جسمی یا روانی. از دست دادن جسمی و از دست دادن روانی از نظر چیزی که برای آن سوگوار است، از دست دادن بدن فیزیکی یا ذهن روانی متفاوت است. تجربه یک فقدان مبهم می‌تواند سبب سؤالات شخصی شود، مانند "آیا من هنوز با همسر گمشده‌ام ازدواج کرده‌ام؟" یا "آیا من هنوز فرزند پدر و مادری هستم که دیگر مرا به یاد نمی‌آورد؟". از آنجایی که فرایند سوگ و اندوه در یک فقدان مبهم متوقف می‌شود، مقابله یا رفتن به سوی پذیرش از نوع فقدان تجربه‌شده دشوارتر است. انواع مختلفی از سوگ وجود دارد که می‌تواند به دلیل نوع ابهام تجربه‌شده و تکنیک‌های درمانی مربوطه برای رسیدگی به انواع خاصی از غم رخ دهد. هدف کلی درمان برای مقابله با فقدان مبهم، غلبه بر آسیب‌های مرتبط با آن و بازگرداندن تاب‌آوری است.